# Nel regno della fantasia

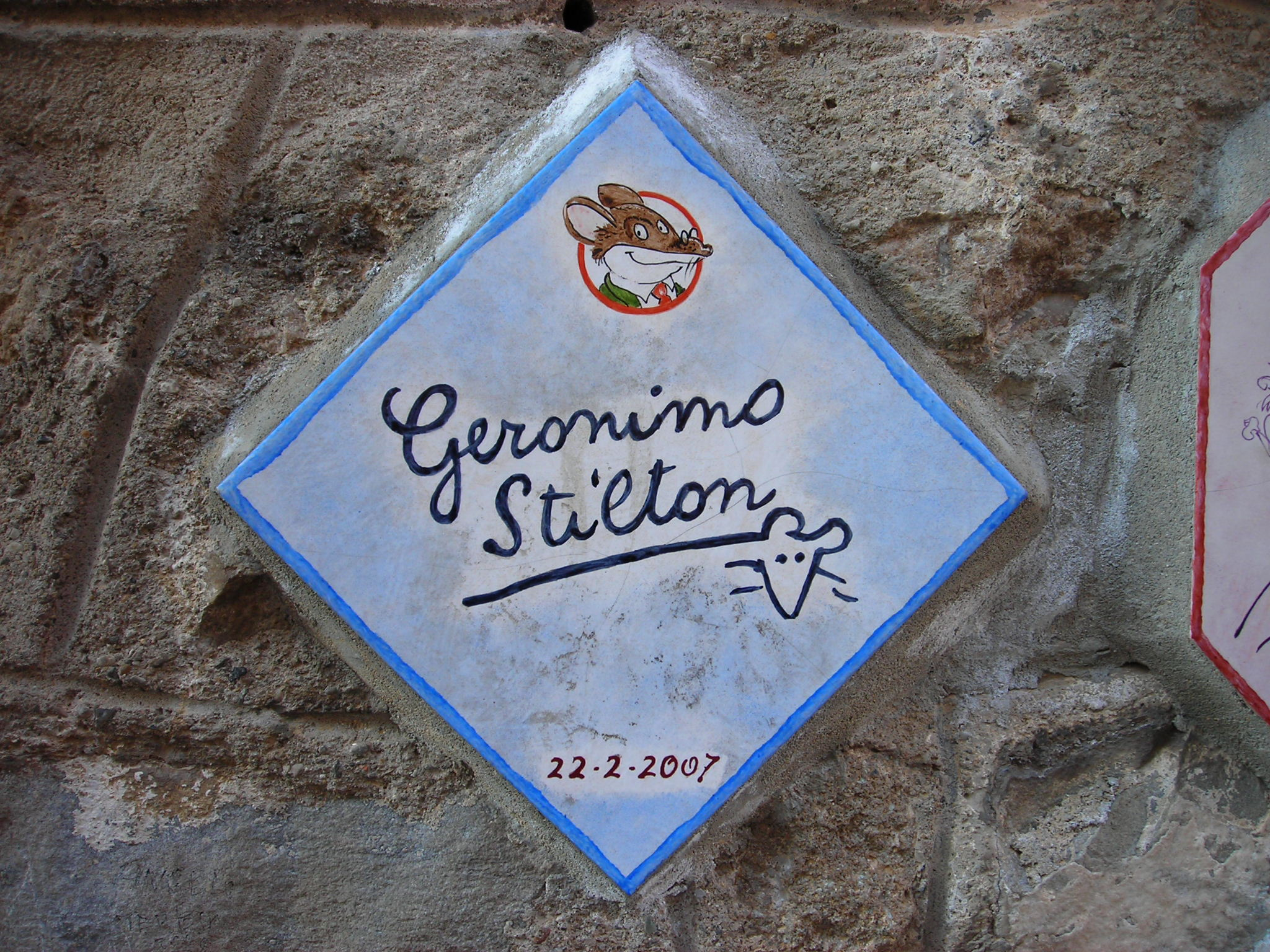
Piastrella del Muretto di Alassio "autografata" da Geronimo Stilton

Nel regno della fantasia è una serie di romanzi per ragazzi, appartenente al mondo di Geronimo Stilton, personaggio scrittore e giornalista che vive nell'isola dei Topi (nella città di Topazia) e dirige il giornale più famoso della sua isola: L'eco del roditore.

## Libri della serie
1. Nel regno della fantasia
2. Secondo viaggio nel regno della fantasia - Alla ricerca della felicità
3. Terzo viaggio nel regno della fantasia
4. Quarto viaggio nel regno della fantasia
5. Quinto viaggio nel regno della fantasia
6. Sesto viaggio nel regno della fantasia
7. Settimo viaggio nel regno della fantasia
8. Ottavo viaggio nel regno della fantasia.
9. Grande ritorno nel regno della fantasia
10. Nono viaggio nel regno della fantasia
11. Grande ritorno nel regno della fantasia 2
12. Decimo viaggio nel regno della fantasia
13. Le origini del regno della fantasia
14. Nel regno della fantasia: Il grande segreto
15. Undicesimo viaggio nel regno della fantasia
16. L'impero della fantasia
17. I custodi del regno della fantasia
18. Imaginaria
19. Il meraviglioso libro dei libri
20. L'incantesimo di mezzanotte

## Altri romanzi del regno della fantasia
Geronimo Stilton ha inoltre scritto molti altri libri, appartenenti a diverse collane, ambientati nel Regno della Fantasia:
Serie Le nuove avventure nel regno della fantasia
1. Il domatore di Draghi
2. Una notte tra le Streghe
3. Il mistero dei troll
4. La leggenda del dono fatato
5. Alla ricerca del diadema perduto
6. Un regno da salvare
7. Il segreto dell'allegria
8. Sfida al castello del tempo
9. Il tesoro degli Elfi
10. Il grande furto dei colori
11. Il segreto del libro incantato
12. Il guardiano magico
13. Il potere degli Unicorni
14. Il messaggero del mare
15. Un nuovo Cavaliere
16. L'anello incantato
17. La profezia della fenice
18. Il segreto delle Fate
19. La missione segreta
20. L'enigma delle Sette Chiavi
21. La grande gara di volo
22. Il mistero di Castelcristallo
23. L'incantesimo della Primavera
24. La Compagnia degli Eroi
25. La ricetta stregata

Serie Cronache del regno della fantasia
- Il reame perduto
- La porta incantata
- La foresta parlante
- L'anello di luce
- L'isola pietrificata
- Il segreto dei cavalieri

Serie I cavalieri del regno della fantasia
- Il labirinto dei sogni
- La spada del destino
- Il risveglio dei giganti
- La corona d'ombra

Serie Le 13 spade
- Il segreto del drago
- Il segreto della fenice
- Il segreto della tigre
- Il segreto del lupo

Inoltre sono ambientati nel Regno della Fantasia anche alcuni romanzi scritti da Tea Stilton:
Serie Principesse del regno della fantasia
- Principessa dei ghiacci
- Principessa dei coralli
- Principessa del deserto
- Principessa delle foreste
- Principessa del buio
- La regina del sonno
- Strega delle maree
- Strega delle fiamme
- Strega del suono
- Strega delle tempeste
- Strega della cenere
- Strega dell'aria
- Mai Nominata, strega delle streghe

Serie Nel Regno di Incanto
- Il Segreto delle Principesse
- Le Guardiane dei Sogni
- La Magia dei Ricordi
- L'Enigma di Fuoco
- Il Castello dell'Inganno
- Il Fiordo delle Sirene
- La Notte dell'Eclissi
- Il Soffio dell'Inferno
- Il Cuore di Luce
- Il Messaggio delle Farfalle
- La Collina dei Segreti
- La Fonte dell'Unicorno
- Il Potere di Incanto
- La Leggenda della Clessidra
- Il Nastro di Luce
- Il Sigillo dell'Acqua
- Il Destino di Incanto

Serie Le Ribelli di Incanto
- Attacco alla Torre Rossa
- Il Regno di Mezzanotte
- La Città Perduta
- La Profezia del Mago
- Il mistero della luna
- L'ultimo segreto

Serie Le Principesse dell'Alba
- Astrid
- Nemis
- Sybil